# Фтери
Фтери (грч. Φτέρη) је насељено место у општини Катерини у периферији Средишња Македонија, Грчка. Према попису из 2021. године било је 6 становника.
Насеље је 1928. године имало 214 житеља Аромуна пореклом из Епира. Мештани се углавном баве сточарством и у селу бораве током летњег периода.